# Aeroportul Aklavik/Freddie Carmichael
Aeroportul Aklavik/Freddie Carmichael (IATA: LAK, ICAO: CYKD) este un aeroport din Teritoriile de Nord-Vest, Canada ce deservește zona Aklavik⁠(d). A fost numit după zona deservită.
Situat la o altitudine de 6 m, aeroportul dispune de 1 pistă.

## Infrastructură

### Piste
Aeroportul dispune de o singură pistă. Pista are orientarea 13/31. 